# Крепкий мужик
«Крепкий мужик» — советский телефильм 1991 года, снятый по рассказам Василия Шукшина. В основу сюжета фильма легли рассказы «Крепкий мужик», «Сураз» и «Верую» (главная сюжетная линия взята из рассказа «Сураз»). Фильм представляет собой трагикомедию.
Сценаристом и режиссёром фильма выступил Валерий Васильевич Смирнов. Главные роли в фильме исполнили Игорь Бочкин, Анна Тихонова, Виктор Степанов, Виктор Сухоруков, Сергей Селин и Ирина Максимова. Фильм предназначен для любой зрительской аудитории.

## Сюжет
Главный герой фильма — Спиридон (или просто Спирька), деревенский мужик. Он работает шофёром и его жизнь идёт своим чередом. Спиридон работящий и любая из девок мечтала бы видеть его своим мужем. Но жизнь распоряжается по-другому. Однажды Спиридон подвозит с железнодорожной станции приехавших в деревню в отпуск учительницу и её мужа, тоже учителя. Спиридон влюбляется в учительницу и пытается начать с ней любовные отношения. Ревнивый муж хочет отомстить Спиридону и избивает его.
Спиридон же не может снести обиды и решает убить мужа своей любимой. Но она просит Спиридона не делать этого. Теперь Спиридон в раздумье — что же ему делать. С одной стороны у него есть желание убить мужа учительницы, а с другой — он чувствует стыд за свой поступок и думает о том, чтобы закончить свою жизнь. В итоге всё завершается трагически — Спиридон убивает себя.

## В ролях
- Игорь Бочкин — Спиридон Расторгуев, шофёр
- Валерий Доронин — Сергей, учитель
- Анна Тихонова — Ирина, жена Сергея
- Виктор Степанов — поп
- Виктор Сухоруков — бригадир Шурыгин
- Сергей Селин — Максим
- Ирина Максимова — мать Спиридона
- Татьяна Иванова — Нюрка
- Валерий Кухарешин — сельский учитель
- Юрий Агейкин — Илья
- Тамара Парвицкая — продавщица
- Михаил Храбров — Прокудин
- Нина Храброва — Прокудина
- Елена Соловьева — Верка
- Михаил Кузнецов — эпизод
- Владимир Залыгин — эпизод

## Съёмочная группа
- Автор сценария: Валерий Васильевич Смирнов
- Режиссёр: Валерий Васильевич Смирнов
- Оператор: Н. Донсков
- Художник-постановщик: А. Евграфов
- Художник по костюмам: В. Маринина
- Композитор: Юрий Александрович Симакин

## Технические данные
- Россия, Лентелефильм, 1990-1991
- Художественный телефильм, цветной, 70 мин (65 мин)
- Язык — русский

## Интересные факты
- Фильм был создан в 1990 году, показан на телевидении в 1991 году, поэтому как дату выхода фильма указывают как 1990 так и 1991 год.
- Иногда ошибочно указывают дату выхода фильма — 1996 год.